# Лауреати Державної премії України в галузі науки і техніки (2000)
Державна премія України в галузі науки і техніки — лауреати 2000 року.
На підставі подання Комітету з Державних премій України в галузі науки і техніки Президент України Леонід Кучма видав Указ № 1302/2000 від 5 грудня 2000 року «Про присудження Державних премій України в галузі науки і техніки 2000 року».
На 2000 рік розмір Державної премії України в галузі науки і техніки склав п'ятдесят тисяч гривень кожна.

## Лауреати Державної премії України в галузі науки і техніки 2000 року
| Премійована робота | Лауреати                                   | Коротко про лауреата |
| --- | ------------------------------------------ | --- |
| За створення наукових основ, розробку та впровадження нового високонадійного обладнання для реалізації ресурсозберігаючих технологій металургійного виробництва                                                               | Царицин Євген Олександрович                | технічний директор відкритого акціонерного товариства «Маріупольський металургійний комбінат імені Ілліча» |
| За створення наукових основ, розробку та впровадження нового високонадійного обладнання для реалізації ресурсозберігаючих технологій металургійного виробництва                                                               | Ващенко Олександр Петрович                 | доктор технічних наук, заступник завідувача Секретаріату Комітету Верховної Ради України |
| За створення наукових основ, розробку та впровадження нового високонадійного обладнання для реалізації ресурсозберігаючих технологій металургійного виробництва                                                               | Цапко Валерій Костянтинович                | доктор технічних наук, завідувач кафедри Національної металургійної академії України |
| За створення наукових основ, розробку та впровадження нового високонадійного обладнання для реалізації ресурсозберігаючих технологій металургійного виробництва                                                               | Єрмократьєв Віктор Олексійович             | кандидат технічних наук, доцент кафедри Національної металургійної академії України |
| За створення наукових основ, розробку та впровадження нового високонадійного обладнання для реалізації ресурсозберігаючих технологій металургійного виробництва                                                               | Пліскановський Станіслав Тихонович         | доктор технічних наук, професор кафедри Національної металургійної академії України |
| За створення наукових основ, розробку та впровадження нового високонадійного обладнання для реалізації ресурсозберігаючих технологій металургійного виробництва                                                               | Величко Олександр Григорович               | доктор технічних наук, перший проректор Національної металургійної академії України |
| За створення наукових основ, розробку та впровадження нового високонадійного обладнання для реалізації ресурсозберігаючих технологій металургійного виробництва                                                               | Носков Валентин Олександрович              | кандидат технічних наук, старший науковий співробітник Інституту чорної металургії імені З. І. Некрасова НАН України |
| За створення наукових основ, розробку та впровадження нового високонадійного обладнання для реалізації ресурсозберігаючих технологій металургійного виробництва                                                               | Большаков Вадим Іванович                   | член-кореспондент Національної академії наук України, директор Інституту чорної металургії імені З. І. Некрасова НАН України |
| За створення наукових основ, розробку та впровадження нового високонадійного обладнання для реалізації ресурсозберігаючих технологій металургійного виробництва                                                               | Дишлевич Ігор Йосипович                    | кандидат технічних наук, технічний директор акціонерного товариства «Дніпропетровський металургійний завод імені Петровського» |
| За створення наукових основ, розробку та впровадження нового високонадійного обладнання для реалізації ресурсозберігаючих технологій металургійного виробництва                                                               | Спиридонова Ірина Михайлівна               | професор кафедри металофізики Дніпропетровського національного університету |
| За цикл наукових праць «Розробка теорії і практика побудови багатоканальних систем керування транспортними об'єктами і прокатними станами»                                                                                    | Кузнєцов Борис Іванович                    | доктор технічних наук, завідувач кафедри Української інженерно-педагогічної академії |
| За цикл наукових праць «Розробка теорії і практика побудови багатоканальних систем керування транспортними об'єктами і прокатними станами»                                                                                    | Александров Євген Євгенович                | доктор технічних наук, завідувач кафедри Національного технічного університету «Харківський політехнічний інститут» |
| За цикл наукових праць «Розробка теорії і практика побудови багатоканальних систем керування транспортними об'єктами і прокатними станами»                                                                                    | Пономаренко Леонід Анатолійович            | доктор технічних наук, завідувач кафедри Київського національного торговельно-економічного університету |
| За цикл наукових праць «Розробка теорії і практика побудови багатоканальних систем керування транспортними об'єктами і прокатними станами»                                                                                    | Сбітнєв Анатолій Іванович                  | доктор технічних наук, професор кафедри Національної академії оборони України |
| За цикл наукових праць «Розробка теорії і практика побудови багатоканальних систем керування транспортними об'єктами і прокатними станами»                                                                                    | Рюмшин Микола Олександрович                | кандидат технічних наук, генеральний директор Науково-виробничої корпорації «Київський інститут автоматики» |
| За цикл наукових праць «Розробка теорії і практика побудови багатоканальних систем керування транспортними об'єктами і прокатними станами»                                                                                    | Архангельський Володимир Іванович          | доктор технічних наук, головний науковий співробітник Науково-виробничої корпорації «Київський інститут автоматики» |
| За цикл наукових праць «Розробка теорії і практика побудови багатоканальних систем керування транспортними об'єктами і прокатними станами»                                                                                    | Богаєнко Іван Миколайович                  | доктор технічних наук, заступник генерального директора Науково-виробничої корпорації «Київський інститут автоматики» |
| За цикл наукових праць «Розробка теорії і практика побудови багатоканальних систем керування транспортними об'єктами і прокатними станами»                                                                                    | Мазур Валерій Леонідович                   | член-кореспондент Національної академії наук України, головний науковий співробітник Фізико-технологічного інституту металів і сплавів НАН України |
| За цикл наукових праць «Розробка теорії і практика побудови багатоканальних систем керування транспортними об'єктами і прокатними станами»                                                                                    | Кунцевич Всеволод Михайлович               | академік Національної академії наук України, директор Інституту космічних досліджень НАН України |
| За цикл наукових праць «Розробка теорії і практика побудови багатоканальних систем керування транспортними об'єктами і прокатними станами»                                                                                    | Тимофєєв Борис Борисович                   | академік Національної академії наук України, головний науковий співробітник Інституту електрозварювання імені Є. О. Патона НАН України |
| За науков розробку та впровадження медичної системи життєзабезпечення постраждалих під час техногенних аварій і катастроф | Грідін Віктор Сергійович (посмертно)       | доктор медичних наук |
| За науков розробку та впровадження медичної системи життєзабезпечення постраждалих під час техногенних аварій і катастроф | Можаєв Геннадій Олександрович (посмертно)  | доктор медичних наук |
| За науков розробку та впровадження медичної системи життєзабезпечення постраждалих під час техногенних аварій і катастроф | Рощин Георгій Георгійович                  | кандидат медичних наук, директор Українського науково-практичного центру екстреної медичної допомоги та медицини катастроф |
| За науков розробку та впровадження медичної системи життєзабезпечення постраждалих під час техногенних аварій і катастроф | Тріщинський Анатолій Іванович              | доктор медичних наук, професор кафедри Київської медичної академії післядипломної освіти імені П. Л. Шупика |
| За науков розробку та впровадження медичної системи життєзабезпечення постраждалих під час техногенних аварій і катастроф | Д'яконов Віктор Павлович                   | кандидат медичних наук, доцент кафедри Луганського державного медичного університету |
| За науков розробку та впровадження медичної системи життєзабезпечення постраждалих під час техногенних аварій і катастроф | Малиш Ігор Ростиславович                   | кандидат медичних наук, доцент кафедри Луганського державного медичного університету |
| За науков розробку та впровадження медичної системи життєзабезпечення постраждалих під час техногенних аварій і катастроф | Ковешніков Володимир Георгійович           | доктор медичних наук, завідувач кафедри Луганського державного медичного університету |
| За науков розробку та впровадження медичної системи життєзабезпечення постраждалих під час техногенних аварій і катастроф | Картиш Анатолій Петрович                   | доктор медичних наук, заступник Міністра охорони здоров'я України |
| За науков розробку та впровадження медичної системи життєзабезпечення постраждалих під час техногенних аварій і катастроф | Клігуненко Олена Миколаївна                | доктор медичних наук, завідувач кафедри Дніпропетровської державної медичної академії |
| За науков розробку та впровадження медичної системи життєзабезпечення постраждалих під час техногенних аварій і катастроф | Новицька-Усенко Людмила Василівна          | член-кореспондент Національної академії наук України, завідувач кафедри Дніпропетровської державної медичної академії |
| За цикл наукових праць «Тромбоемболія гілок легеневих артерій та посттромбоемболічна легенева гіпертензія: діагностика, лікування та профілактика»                                                                            | Костилєв Михайло Володимирович             | кандидат медичних наук, завідувач лабораторії Інституту клінічної та експериментальної хірургії |
| За цикл наукових праць «Тромбоемболія гілок легеневих артерій та посттромбоемболічна легенева гіпертензія: діагностика, лікування та профілактика»                                                                            | Бідний Валерій Григорович                  | кандидат медичних наук, заступник голови Київської міської державної адміністрації |
| За цикл наукових праць «Тромбоемболія гілок легеневих артерій та посттромбоемболічна легенева гіпертензія: діагностика, лікування та профілактика»                                                                            | Амосова Катерина Миколаївна                | доктор медичних наук, завідувач кафедри Національного медичного університету імені О. О. Богомольця |
| За цикл наукових праць «Тромбоемболія гілок легеневих артерій та посттромбоемболічна легенева гіпертензія: діагностика, лікування та профілактика»                                                                            | Мішалов Володимир Григорович               | доктор медичних наук, проректор Національного медичного університету імені О. О. Богомольця |
| За цикл наукових праць «Тромбоемболія гілок легеневих артерій та посттромбоемболічна легенева гіпертензія: діагностика, лікування та профілактика»                                                                            | Губка Олександр Вікторович                 | доктор медичних наук, професор кафедри Запорізького державного медичного університету |
| За цикл наукових праць «Тромбоемболія гілок легеневих артерій та посттромбоемболічна легенева гіпертензія: діагностика, лікування та профілактика»                                                                            | Ніконенко Олександр Семенович              | доктор медичних наук, завідувач кафедри Запорізького державного медичного університету |
| За цикл наукових праць «Тромбоемболія гілок легеневих артерій та посттромбоемболічна легенева гіпертензія: діагностика, лікування та профілактика»                                                                            | Кулик Любомир Володимирович                | кандидат медичних наук, доцент кафедри Львівського державного медичного університету імені Данила Галицького |
| За цикл наукових праць «Тромбоемболія гілок легеневих артерій та посттромбоемболічна легенева гіпертензія: діагностика, лікування та профілактика»                                                                            | Сморжевський Валентин Йосипович            | кандидат медичних наук, доцент кафедри Київської медичної академії післядипломної освіти імені П. Л. Шупика |
| За цикл наукових праць «Тромбоемболія гілок легеневих артерій та посттромбоемболічна легенева гіпертензія: діагностика, лікування та профілактика»                                                                            | Бабляк Дмитро Євгенович                    | доктор медичних наук, завідувач кафедри Львівського державного медичного університету імені Данила Галицького |
| За цикл наукових праць «Тромбоемболія гілок легеневих артерій та посттромбоемболічна легенева гіпертензія: діагностика, лікування та профілактика»                                                                            | Павловський Михайло Петрович               | доктор медичних наук, завідувач кафедри Львівського державного медичного університету імені Данила Галицького |
| За цикл досліджень, розробку та впровадження технології, організації та управління будівництвом в умовах підвищеного радіаційного впливу                                                                                      | Сабалдир В'ячеслав Павлович                | кандидат технічних наук, колишній директор відкритого акціонерного товариства "Проектно-технологічний інститут «Київоргбуд» |
| За цикл досліджень, розробку та впровадження технології, організації та управління будівництвом в умовах підвищеного радіаційного впливу                                                                                      | Пінчук Володимир Якович                    | кандидат технічних наук, колишній начальник управління Міністерства України з питань надзвичайних ситуацій та у справах захисту населення від наслідків Чорнобильської катастрофи                                                                                 |
| За цикл досліджень, розробку та впровадження технології, організації та управління будівництвом в умовах підвищеного радіаційного впливу                                                                                      | Желудков Георгій Валентинович              | заступник начальника управління Державного комітету будівництва, архітектури та житлової політики України |
| За цикл досліджень, розробку та впровадження технології, організації та управління будівництвом в умовах підвищеного радіаційного впливу                                                                                      | Величко Віктор Олександрович               | кандидат технічних наук, генеральний директор товариства з обмеженою відповідальністю фірми «Занет» |
| За цикл досліджень, розробку та впровадження технології, організації та управління будівництвом в умовах підвищеного радіаційного впливу                                                                                      | Холоша Володимир Іванович                  | кандидат економічних наук, заступник Міністра України з питань надзвичайних ситуацій та у справах захисту населення від наслідків Чорнобильської катастрофи |
| За цикл досліджень, розробку та впровадження технології, організації та управління будівництвом в умовах підвищеного радіаційного впливу                                                                                      | Горіцький Олексій Васильович               | кандидат технічних наук, заступник генерального директора Наукового центру радіаційної медицини |
| За цикл досліджень, розробку та впровадження технології, організації та управління будівництвом в умовах підвищеного радіаційного впливу                                                                                      | Лось Іван Павлович                         | доктор біологічних наук, керівник лабораторії Наукового центру радіаційної медицини |
| За цикл досліджень, розробку та впровадження технології, організації та управління будівництвом в умовах підвищеного радіаційного впливу                                                                                      | Злобін Геннадій Карпович                   | президент Академії будівництва України |
| За цикл досліджень, розробку та впровадження технології, організації та управління будівництвом в умовах підвищеного радіаційного впливу                                                                                      | Лівінський Олександр Михайлович            | доктор технічних наук, перший віце-президент Академії будівництва України |
| За комплекс науково-дослідних, проектно-конструкторських та виробничих робіт зі створення та впровадження модернізованої цифрової міської кінцевої ЕАТС-ЦА системи С-32 на телефонних мережах загального користування України | Післегін Олександр Миколайович             | заступник директора Державного інституту по проектуванню засобів та споруд зв'язку «Діпрозв'язок» |
| За комплекс науково-дослідних, проектно-конструкторських та виробничих робіт зі створення та впровадження модернізованої цифрової міської кінцевої ЕАТС-ЦА системи С-32 на телефонних мережах загального користування України | Нетудихата Леонід Іванович                 | радник Голови Державного комітету зв'язку та інформатизації України |
| За комплекс науково-дослідних, проектно-конструкторських та виробничих робіт зі створення та впровадження модернізованої цифрової міської кінцевої ЕАТС-ЦА системи С-32 на телефонних мережах загального користування України | Шевчук Олег Борисович                      | голова Державного комітету зв'язку та інформатизації України |
| За комплекс науково-дослідних, проектно-конструкторських та виробничих робіт зі створення та впровадження модернізованої цифрової міської кінцевої ЕАТС-ЦА системи С-32 на телефонних мережах загального користування України | Яременко Валентин Олександрович            | заступник головного конструктора Державного акціонерного товариства "Конструкторське бюро «Дніпровське» |
| За комплекс науково-дослідних, проектно-конструкторських та виробничих робіт зі створення та впровадження модернізованої цифрової міської кінцевої ЕАТС-ЦА системи С-32 на телефонних мережах загального користування України | Бистров Микола Іванович                    | начальник науково-виробничого центру Державного акціонерного товариства "Конструкторське бюро «Дніпровське» |
| За комплекс науково-дослідних, проектно-конструкторських та виробничих робіт зі створення та впровадження модернізованої цифрової міської кінцевої ЕАТС-ЦА системи С-32 на телефонних мережах загального користування України | Костржицький Володимир Костянтинович       | начальник відділу відкритого акціонерного товариства «Дніпровський машинобудівний завод» |
| За комплекс науково-дослідних, проектно-конструкторських та виробничих робіт зі створення та впровадження модернізованої цифрової міської кінцевої ЕАТС-ЦА системи С-32 на телефонних мережах загального користування України | Фількін Михайло Петрович                   | голова правління відкритого акціонерного товариства «Дніпровський машинобудівний завод» |
| За комплекс науково-дослідних, проектно-конструкторських та виробничих робіт зі створення та впровадження модернізованої цифрової міської кінцевої ЕАТС-ЦА системи С-32 на телефонних мережах загального користування України | Падалко Віктор Григорович                  | перший заступник голови Державного комітету промислової політики України |
| За комплекс науково-дослідних, проектно-конструкторських та виробничих робіт зі створення та впровадження модернізованої цифрової міської кінцевої ЕАТС-ЦА системи С-32 на телефонних мережах загального користування України | Зубарєв Валерій Володимирович              | кандидат технічних наук, начальник управління Державного комітету промислової політики України |
| За комплекс науково-дослідних, проектно-конструкторських та виробничих робіт зі створення та впровадження модернізованої цифрової міської кінцевої ЕАТС-ЦА системи С-32 на телефонних мережах загального користування України | Варакін Леонід Єгорович                    | доктор технічних наук, генеральний директор Центрального науково-дослідного інституту зв'язку, м. Москва |
| За розробку і створення апаратурних комплексів та їх застосування в ядерній фізиці, енергетиці та інших галузях науки і техніки                                                                                               | Коломієць Микола Федорович                 | кандидат технічних наук, завідувач відділу Наукового центру «Інститут ядерних досліджень» НАН України |
| За розробку і створення апаратурних комплексів та їх застосування в ядерній фізиці, енергетиці та інших галузях науки і техніки                                                                                               | Корж Іван Олександрович                    | доктор фізико-математичних наук, завідувач відділу Наукового центру «Інститут ядерних досліджень» НАН України |
| За розробку і створення апаратурних комплексів та їх застосування в ядерній фізиці, енергетиці та інших галузях науки і техніки                                                                                               | Майданюк Володимир Карпович                | кандидат фізико-математичних наук, завідувач лабораторії Київського Національного університету імені Тараса Шевченка |
| За розробку і створення апаратурних комплексів та їх застосування в ядерній фізиці, енергетиці та інших галузях науки і техніки                                                                                               | Лещенко Борис Юхимович                     | кандидат фізико-математичних наук, доцент кафедри Київського Національного університету імені Тараса Шевченка |
| За розробку і створення апаратурних комплексів та їх застосування в ядерній фізиці, енергетиці та інших галузях науки і техніки                                                                                               | Каденко Ігор Миколайович                   | кандидат фізико-математичних наук, доцент кафедри Київського Національного університету імені Тараса Шевченка |
| За розробку і створення апаратурних комплексів та їх застосування в ядерній фізиці, енергетиці та інших галузях науки і техніки                                                                                               | Шевченко Валерій Андрійович                | доктор фізико-математичних наук, доцент кафедри Київського Національного університету імені Тараса Шевченка |
| За розробку і створення апаратурних комплексів та їх застосування в ядерній фізиці, енергетиці та інших галузях науки і техніки                                                                                               | Семиноженко Володимир Петрович             | академік Національної академії наук України, науковий керівник Науково-технологічного концерну «Інститут монокристалів» НАН України |
| За розробку і створення апаратурних комплексів та їх застосування в ядерній фізиці, енергетиці та інших галузях науки і техніки                                                                                               | Рижиков Володимир Діомидович               | доктор фізико-математичних наук, директор Науково-технологічного концерну «Інститут монокристалів» НАН України |
| За розробку і створення апаратурних комплексів та їх застосування в ядерній фізиці, енергетиці та інших галузях науки і техніки                                                                                               | Применко Георгій Іванович                  | доктор фізико-математичних наук, завідувач кафедри Київського Національного університету імені Тараса Шевченка |
| За розробку і створення апаратурних комплексів та їх застосування в ядерній фізиці, енергетиці та інших галузях науки і техніки                                                                                               | Прокопець Геннадій Олександрович           | доктор фізико-математичних наук |
| За цикл робіт «Регіональна океанологія: стан середовища та мінерально-сировинні ресурси Атлантичного, Індійського, Південного океанів та їх морів»                                                                            | Шнюков Євген Федорович                     | академік Національної академії наук України, директор Відділення морської геології та осадочного рудоутворення НАН України |
| За цикл робіт «Регіональна океанологія: стан середовища та мінерально-сировинні ресурси Атлантичного, Індійського, Південного океанів та їх морів»                                                                            | Орловський Георгій Миколайович             | кандидат геолого-мінералогічних наук, провідний науковий співробітник Відділення морської геології та осадочного рудоутворення НАН України |
| За цикл робіт «Регіональна океанологія: стан середовища та мінерально-сировинні ресурси Атлантичного, Індійського, Південного океанів та їх морів»                                                                            | Гожик Петро Феодосійович                   | член-кореспондент Національної академії наук України, директор Інституту геологічних наук НАН України |
| За цикл робіт «Регіональна океанологія: стан середовища та мінерально-сировинні ресурси Атлантичного, Індійського, Південного океанів та їх морів»                                                                            | Митропольський Олексій Юрійович            | доктор геолого-мінералогічних наук, заступник директора Інституту геологічних наук НАН України |
| За цикл робіт «Регіональна океанологія: стан середовища та мінерально-сировинні ресурси Атлантичного, Індійського, Південного океанів та їх морів»                                                                            | Геворк'ян Володимир Христофорович          | доктор геолого-мінералогічних наук, завідувач відділу Інституту геологічних наук НАН України |
| За цикл робіт «Регіональна океанологія: стан середовища та мінерально-сировинні ресурси Атлантичного, Індійського, Південного океанів та їх морів»                                                                            | Беляєв Валерій Іванович (посмертно)        | академік Національної академії наук України |
| За цикл робіт «Регіональна океанологія: стан середовища та мінерально-сировинні ресурси Атлантичного, Індійського, Південного океанів та їх морів»                                                                            | Соботович Емлен Володимирович              | академік Національної академії наук України, директор Державного наукового центру радіогеохімії навколишнього середовища НАН України і Міністерства України з питань надзвичайних ситуацій та у справах захисту населення від наслідків Чорнобильської катастрофи |
| За цикл робіт «Регіональна океанологія: стан середовища та мінерально-сировинні ресурси Атлантичного, Індійського, Південного океанів та їх морів»                                                                            | Іванов Віталій Олександрович               | доктор фізико-математичних наук, заступник директора Морського гідрофізичного інституту НАН України |
| За цикл робіт «Регіональна океанологія: стан середовища та мінерально-сировинні ресурси Атлантичного, Індійського, Південного океанів та їх морів»                                                                            | Булгаков Микола Петрович                   | академік Національної академії наук України, завідувач відділу Морського гідрофізичного інституту НАН України |
| За цикл робіт «Регіональна океанологія: стан середовища та мінерально-сировинні ресурси Атлантичного, Індійського, Південного океанів та їх морів»                                                                            | Єремеєв Валерій Миколайович                | академік Національної академії наук України, директор Морського гідрофізичного інституту НАН України |
| За цикл робіт «Стимульована змінним електромагнітним полем надпровідність та процеси проковзування фази в тонких плівках надпровідників, включаючи високотемпературні»                                                        | Дмитренко Ігор Михайлович                  | академік Національної академії наук України, завідувач відділу Фізико-технічного інституту низьких температур імені Б. І. Вєркіна НАН України |
| За цикл робіт «Стимульована змінним електромагнітним полем надпровідність та процеси проковзування фази в тонких плівках надпровідників, включаючи високотемпературні»                                                        | Дмитрієв Віталій Михайлович                | доктор фізико-математичних наук, завідувач відділу Фізико-технічного інституту низьких температур імені Б. І. Вєркіна НАН України |
| За цикл робіт «Стимульована змінним електромагнітним полем надпровідність та процеси проковзування фази в тонких плівках надпровідників, включаючи високотемпературні»                                                        | Галайко Володимир Петрович                 | доктор фізико-математичних наук, головний науковий співробітник Фізико-технічного інституту низьких температур імені Б. І. Вєркіна НАН України |
| За цикл робіт «Стимульована змінним електромагнітним полем надпровідність та процеси проковзування фази в тонких плівках надпровідників, включаючи високотемпературні»                                                        | Безуглий Євген Васильович                  | доктор фізико-математичних наук, провідний науковий співробітник Фізико-технічного інституту низьких температур імені Б. І. Вєркіна НАН України |
| За цикл робіт «Стимульована змінним електромагнітним полем надпровідність та процеси проковзування фази в тонких плівках надпровідників, включаючи високотемпературні»                                                        | Волоцька Валентина Григорівна              | кандидат фізико-математичних наук, старший науковий співробітник Фізико-технічного інституту низьких температур імені Б. І. Вєркіна НАН України |
| За цикл робіт «Стимульована змінним електромагнітним полем надпровідність та процеси проковзування фази в тонких плівках надпровідників, включаючи високотемпературні»                                                        | Золочевський Іван Васильович               | кандидат фізико-математичних наук, старший науковий співробітник Фізико-технічного інституту низьких температур імені Б. І. Вєркіна НАН України |
| За цикл робіт «Стимульована змінним електромагнітним полем надпровідність та процеси проковзування фази в тонких плівках надпровідників, включаючи високотемпературні»                                                        | Сіваков Олександр Георгійович              | кандидат фізико-математичних наук, старший науковий співробітник Фізико-технічного інституту низьких температур імені Б. І. Вєркіна НАН України |
| За цикл робіт «Стимульована змінним електромагнітним полем надпровідність та процеси проковзування фази в тонких плівках надпровідників, включаючи високотемпературні»                                                        | Христенко Євгеній Васильович               | кандидат фізико-математичних наук, старший науковий співробітник Фізико-технічного інституту низьких температур імені Б. І. Вєркіна НАН України |
| За цикл робіт «Стимульована змінним електромагнітним полем надпровідність та процеси проковзування фази в тонких плівках надпровідників, включаючи високотемпературні»                                                        | Чурілов Георгій Євстафійович (посмертно)   | кандидат фізико-математичних наук |
| За розробку наукових основ, створення і освоєння виробництва комплексу машин і обладнання для доїння та первинної обробки молока                                                                                              | Фененко Анатолій Іванович                  | доктор технічних наук, завідувач відділу Інституту механізації та електрифікації сільського господарства, Київська область |
| За розробку наукових основ, створення і освоєння виробництва комплексу машин і обладнання для доїння та первинної обробки молока                                                                                              | Масло Іван Павлович                        | кандидат технічних наук, завідувач відділу Інституту механізації та електрифікації сільського господарства, Київська область |
| За розробку наукових основ, створення і освоєння виробництва комплексу машин і обладнання для доїння та первинної обробки молока                                                                                              | Луценко Марія Михайлівна                   | доктор сільськогосподарських наук, завідувач лабораторії Українського державного центру по випробуванню та прогнозуванню техніки і технологій для сільськогосподарського виробництва                                                                              |
| За розробку наукових основ, створення і освоєння виробництва комплексу машин і обладнання для доїння та первинної обробки молока                                                                                              | Могильний Олександр Миколайович            | завідувач лабораторії Українського державного центру по випробуванню та прогнозуванню техніки і технологій для сільськогосподарського виробництва |
| За розробку наукових основ, створення і освоєння виробництва комплексу машин і обладнання для доїння та первинної обробки молока                                                                                              | Булиженко Олександр Дмитрович              | президент Української національної компанії по розробці, виробництву та фірмовому обслуговуванню техніки для сільського господарства |
| За розробку наукових основ, створення і освоєння виробництва комплексу машин і обладнання для доїння та первинної обробки молока                                                                                              | Остапенко Микола Андрійович                | кандидат технічних наук, начальник спеціалізованого конструкторського бюро відкритого акціонерного товариства «Брацлав», Вінницька область |
| За розробку наукових основ, створення і освоєння виробництва комплексу машин і обладнання для доїння та первинної обробки молока                                                                                              | Михайленко Микола Кирилович                | голова правління відкритого акціонерного товариства «Брацлав», Вінницька область |
| За розробку наукових основ, створення і освоєння виробництва комплексу машин і обладнання для доїння та первинної обробки молока                                                                                              | Ступак Володимир Васильович                | головний інженер відкритого акціонерного товариства «Брацлав», Вінницька область |
| За розробку наукових основ, створення і освоєння виробництва комплексу машин і обладнання для доїння та первинної обробки молока                                                                                              | Дріго Валентин Олексійович                 | головний конструктор відкритого акціонерного товариства «Брацлав», Вінницька область |
| За розробку наукових основ, створення і освоєння виробництва комплексу машин і обладнання для доїння та первинної обробки молока                                                                                              | Наровецький Володимир Павлович             | завідувач відділу відкритого акціонерного товариства «Брацлав», Вінницька область |
| За наукове обґрунтування, розробку та впровадження у практику новітніх біотехнологій очищення стічних і природних вод гідробіонтами, що розвиваються на волокнистих насадках                                                  | Глоба Леонід Іванович                      | доктор медичних наук, завідувач відділу Інституту колоїдної хімії та хімії води імені А. В. Думанського НАН України |
| За наукове обґрунтування, розробку та впровадження у практику новітніх біотехнологій очищення стічних і природних вод гідробіонтами, що розвиваються на волокнистих насадках                                                  | Гвоздяк Петро Ілліч                        | доктор біологічних наук, головний науковий співробітник Інституту колоїдної хімії та хімії води імені А. В. Думанського НАН України |
| За наукове обґрунтування, розробку та впровадження у практику новітніх біотехнологій очищення стічних і природних вод гідробіонтами, що розвиваються на волокнистих насадках                                                  | Дмитренко Галина Миколаївна                | кандидат біологічних наук, старший науковий співробітник Інституту колоїдної хімії та хімії води імені А. В. Думанського НАН України |
| За наукове обґрунтування, розробку та впровадження у практику новітніх біотехнологій очищення стічних і природних вод гідробіонтами, що розвиваються на волокнистих насадках                                                  | Могілевич Наталія Федосіївна               | кандидат біологічних наук, старший науковий співробітник Інституту колоїдної хімії та хімії води імені А. В. Думанського НАН України |
| За наукове обґрунтування, розробку та впровадження у практику новітніх біотехнологій очищення стічних і природних вод гідробіонтами, що розвиваються на волокнистих насадках                                                  | Куліков Микола Іванович                    | доктор технічних наук, завідувач кафедри Донбаської державної академії будівництва і архітектури |
| За наукове обґрунтування, розробку та впровадження у практику новітніх біотехнологій очищення стічних і природних вод гідробіонтами, що розвиваються на волокнистих насадках                                                  | Денис Олексій Дмитрович                    | кандидат технічних наук, провідний технолог природоохоронного кооперативного підприємства «Екологія», місто Полтава |
| За наукове обґрунтування, розробку та впровадження у практику новітніх біотехнологій очищення стічних і природних вод гідробіонтами, що розвиваються на волокнистих насадках                                                  | Капарник Ігор Михайлович                   | директор природоохоронного кооперативного підприємства «Екологія», місто Полтава |
| За наукове обґрунтування, розробку та впровадження у практику новітніх біотехнологій очищення стічних і природних вод гідробіонтами, що розвиваються на волокнистих насадках                                                  | Ротмістров Михайло Миколайович (посмертно) | доктор біологічних наук |
| За роботу «Хімія, технологія і властивості складних халькоген-галогенних матеріалів» | Височанський Юліан Миронович               | доктор фізико-математичних наук, проректор Ужгородського державного університету |
| За роботу «Хімія, технологія і властивості складних халькоген-галогенних матеріалів» | Переш Євгеній Юлійович                     | доктор хімічних наук, завідувач кафедри Ужгородського державного університету |
| За роботу «Хімія, технологія і властивості складних халькоген-галогенних матеріалів» | Ворошилов Юрій Віталійович                 | доктор хімічних наук, професор кафедри Ужгородського державного університету |
| За роботу «Хімія, технологія і властивості складних халькоген-галогенних матеріалів» | Гурзан Михайло Іванович                    | кандидат хімічних наук, старший науковий співробітник Ужгородського державного університету |
| За роботу «Хімія, технологія і властивості складних халькоген-галогенних матеріалів» | Олексеюк Іван Дмитрович                    | доктор хімічних наук, ректор Волинського державного університету імені Лесі України |
| За роботу «Хімія, технологія і властивості складних халькоген-галогенних матеріалів» | Головей Михайло Іванович                   | доктор хімічних наук, провідний науковий співробітник Інституту електронної фізики НАН України |
| За розробку, освоєння серійного виробництва та впровадження високоефективних щитових кріплень КД80 та КД90 для відпрацювання пологоспадних пластів потужністю 0,8-2,5 м                                                       | Лаптєв Анатолій Григорович                 | доктор технічних наук, директор Донецького державного науково-дослідного проектно-конструктоського та експериментального інституту комплексної механізації шахт «Дондіпровуглемаш»                                                                                |
| За розробку, освоєння серійного виробництва та впровадження високоефективних щитових кріплень КД80 та КД90 для відпрацювання пологоспадних пластів потужністю 0,8-2,5 м                                                       | Архіпчик Олексій Іванович                  | головний конструктор проекту Донецького державного науково-дослідного проектно-конструктоського та експериментального інституту комплексної механізації шахт «Дондіпровуглемаш»                                                                                   |
| За розробку, освоєння серійного виробництва та впровадження високоефективних щитових кріплень КД80 та КД90 для відпрацювання пологоспадних пластів потужністю 0,8-2,5 м                                                       | Пушнов Юрій Сергійович                     | головний конструктор проекту Донецького державного науково-дослідного проектно-конструктоського та експериментального інституту комплексної механізації шахт «Дондіпровуглемаш»                                                                                   |
| За розробку, освоєння серійного виробництва та впровадження високоефективних щитових кріплень КД80 та КД90 для відпрацювання пологоспадних пластів потужністю 0,8-2,5 м                                                       | Гайсинович Олександр Абович                | головний конструктор проекту Донецького державного науково-дослідного проектно-конструктоського та експериментального інституту комплексної механізації шахт «Дондіпровуглемаш»                                                                                   |
| За розробку, освоєння серійного виробництва та впровадження високоефективних щитових кріплень КД80 та КД90 для відпрацювання пологоспадних пластів потужністю 0,8-2,5 м                                                       | Дубов Євген Дмитрович                      | кандидат технічних наук, заступник директора Донецького науково-дослідного вугільного інституту |
| За розробку, освоєння серійного виробництва та впровадження високоефективних щитових кріплень КД80 та КД90 для відпрацювання пологоспадних пластів потужністю 0,8-2,5 м                                                       | Тулуб Сергій Борисович                     | кандидат технічних наук, заступник Секретаря Ради національної безпеки і оборони України |
| За розробку, освоєння серійного виробництва та впровадження високоефективних щитових кріплень КД80 та КД90 для відпрацювання пологоспадних пластів потужністю 0,8-2,5 м                                                       | Власович Геннадій Борисович                | головний конструктор відкритого акціонерного товариства «Дружківський машинобудівний завод» |
| За розробку, освоєння серійного виробництва та впровадження високоефективних щитових кріплень КД80 та КД90 для відпрацювання пологоспадних пластів потужністю 0,8-2,5 м                                                       | Роговий Олександр Михайлович               | головний технолог відкритого акціонерного товариства «Дружківський машинобудівний завод» |
| За розробку, освоєння серійного виробництва та впровадження високоефективних щитових кріплень КД80 та КД90 для відпрацювання пологоспадних пластів потужністю 0,8-2,5 м                                                       | Горовий Євген Павлович                     | голова правління Державної холдингової компанії «Свердловантрацит» |
| За розробку, освоєння серійного виробництва та впровадження високоефективних щитових кріплень КД80 та КД90 для відпрацювання пологоспадних пластів потужністю 0,8-2,5 м                                                       | Шумський Олександр Іванович                | бригадир гірників очисного вибою орендного підприємства «Шахта імені О. Ф. Засядька» |
| За цикл наукових праць «Фундаментальні дослідження гіпоксичних станів та розробка методів використання адаптації до гіпоксії в медицині і спорті»                                                                             | Лук'янова Олена Михайлівна                 | академік Національної академії наук України, директор Інституту педіатрії, акушерства і гінекології |
| За цикл наукових праць «Фундаментальні дослідження гіпоксичних станів та розробка методів використання адаптації до гіпоксії в медицині і спорті»                                                                             | Сєрков Пилип Миколайович                   | академік Національної академії наук України, радник директора Інституту фізіології імені О. О. Богомольця НАН України |
| За цикл наукових праць «Фундаментальні дослідження гіпоксичних станів та розробка методів використання адаптації до гіпоксії в медицині і спорті»                                                                             | Середенко Михайло Михайлович               | доктор медичних наук, завідувач відділу Інституту фізіології імені О. О. Богомольця НАН України |
| За цикл наукових праць «Фундаментальні дослідження гіпоксичних станів та розробка методів використання адаптації до гіпоксії в медицині і спорті»                                                                             | Березовський Вадиму Якимович               | доктор медичних наук, завідувач відділу Інституту фізіології імені О. О. Богомольця НАН України |
| За цикл наукових праць «Фундаментальні дослідження гіпоксичних станів та розробка методів використання адаптації до гіпоксії в медицині і спорті»                                                                             | Маньковська Ірина Микитівна                | доктор медичних наук, провідний науковий співробітник Інституту фізіології імені О. О. Богомольця НАН України |
| За цикл наукових праць «Фундаментальні дослідження гіпоксичних станів та розробка методів використання адаптації до гіпоксії в медицині і спорті»                                                                             | Булатова Марія Михайлівна                  | доктор педагогічних наук, завідувач кафедри Національного університету фізичного виховання і спорту України |
| За цикл наукових праць «Фундаментальні дослідження гіпоксичних станів та розробка методів використання адаптації до гіпоксії в медицині і спорті»                                                                             | Колчинська Ася Зеліківна                   | доктор медичних наук, професор кафедри Національного університету фізичного виховання і спорту України |
| За цикл наукових праць «Фундаментальні дослідження гіпоксичних станів та розробка методів використання адаптації до гіпоксії в медицині і спорті»                                                                             | Білошицький Павло Васильович               | доктор медичних наук, завідувач Ельбруської медико-біологічної станції |
| За цикл наукових праць «Фундаментальні дослідження гіпоксичних станів та розробка методів використання адаптації до гіпоксії в медицині і спорті»                                                                             | Онопчук Юрій Миколайович                   | доктор фізико-математичних наук, завідувач відділу Інституту кібернетики імені В. М. Глушкова НАН України |
| За цикл наукових праць «Фундаментальні дослідження гіпоксичних станів та розробка методів використання адаптації до гіпоксії в медицині і спорті»                                                                             | Сиротинін Микола Миколайович (посмертно)   | член-кореспондент Національної академії наук України |
| За цикл наукових праць «Інтенсифікація технологічних процесів та енергозбереження» | Гулий Іван Степанович                      | доктор технічних наук, ректор Українського державного університету харчових технологій |
| За цикл наукових праць «Інтенсифікація технологічних процесів та енергозбереження» | Федоткін Ігор Михайлович                   | доктор технічних наук, головний науковий співробітник Українського державного університету харчових технологій |
| За підручник «Квантова механіка». — Л.: Львівський держуніверситет ім. І.Франка, 1998 | Вакарчук Іван Олександрович                | доктор фізико-математичних наук, ректор Львівського національного університету імені Івана Франка |